# Anisothrix integra
Anisothrix integra là một loài thực vật có hoa trong họ Cúc. Loài này được (Compton) Anderb. mô tả khoa học đầu tiên năm 1988.